# Nealella
Nealella is een geslacht van kreeftachtigen uit de klasse van de Ostracoda (mosselkreeftjes).

## Soorten
- Nealella lux Kornicker, 1994
- Nealella monothrix Kornicker & Caraion, 1980
- Nealella muelleri Kornicker & Caraion, 1980
- Nealella ornithoides (Brady, 1902) Kornicker & Caraion, 1980
- Nealella queenslandensis Hall, 1985